# Erich Nieswandt
Erich Nieswandt (* 30. Dezember 1930 in Berlin-Neukölln; † 18. November 2008 in Berlin) war ein deutscher Radiomoderator, Reporter, Pressesprecher des Sender Freies Berlin (SFB) und Synchronsprecher.

## Leben
Nieswandt arbeitete seit 1959 für den Berliner RIAS. Er war einer der ersten Reporter, der über den Bau der Berliner Mauer am 13. August 1961 berichtete. Kurz nach ein Uhr wurde er von seinem damaligen Chefredakteur geweckt und eilte zum Brandenburger Tor, um von dort vom Geschehen zu berichten.
Er berichtete auch live von der Demonstration am 2. Juni 1967 in West-Berlin gegen den Schah, sah und bezeugte die gewaltsamen Angriffe von aus dem Iran eingeflogenen und bezahlten Schahanhängern („Jubelpersern“) gegen friedliche Demonstranten vor dem Rathaus Schöneberg, die zur weiteren Eskalation beitrugen. Ein Staatsanwalt versuchte ihn in den Wochen danach zum Widerruf seiner direkten Beobachtungen zu nötigen, andernfalls müsse man eine strafrechtliche Ermittlung gegen ihn einleiten. Nieswandt beschrieb diesen Nötigungs- und Zensurversuch 2002 in einem Buch über seine Zeit beim RIAS als „Ungeheuerlichkeit“, an die er sich lebenslang erinnern werde.
Im selben Jahr wechselte Nieswandt zum SFB 2 und übernahm dort die populären Programme Echo am Morgen und Rund um die Berolina. Er arbeitete später als Abteilungsleiter für das Vormittagsprogramm von ARD und ZDF sowie als Redakteur für die Tagesthemen. 1989 wurde er Pressesprecher des SFB, ein Posten, den er bis zu seiner Pensionierung 1994 bekleidete.
Neben seiner Rundfunkarbeit war Nieswandt seit Ende der 1950er Jahre auch immer wieder als Synchronsprecher tätig. Er lieh seine Stimme z. B. Don Fellows in Jäger des verlorenen Schatzes, Dean Stockwell in Beverly Hills Cop II oder Monte Markham in der Serie Dallas.
Am 18. November 2008 verstarb Erich Nieswandt nach langer Krankheit im Alter von 77 Jahren in Berlin. Bestattet wurde er auf dem landeseigenen Friedhof Heerstraße in Berlin-Westend in einem anonymen Grab.